# David Smith (escultor)
|  | Per a altres significats, vegeu «David L. Smith». |

Roland David Smith (Decatur, Indiana, Estats Units, 9 de març de 1906 - South Shaftsbury, Vermont, Estats Units, 24 de maig de 1965) és un escultor estatunidenc famós per les seves construccions abstractes amb metall.
Va estudiar a l'Art Students League de Nova York. El 1933 feu la seva primera escultura en ferro al fixar-se en unes fotografies de Pablo Picasso i Juli González i Pellicer. En la Segona Guerra Mundial va treballar en una fàbrica de locomotores on va començar l'interès per la maquinària i les construccions.
Va ser un crític radical de la violència i de les avarícies humanes com demostren moltes de les seves obres. Destaquen els seus treballs denominats Cubi que consisteixen en grans blocs de metall sobre alts pedestals. Va morir el 1965 a l'edat de 59 anys, en un accident de trànsit a Bennington (Vermont).

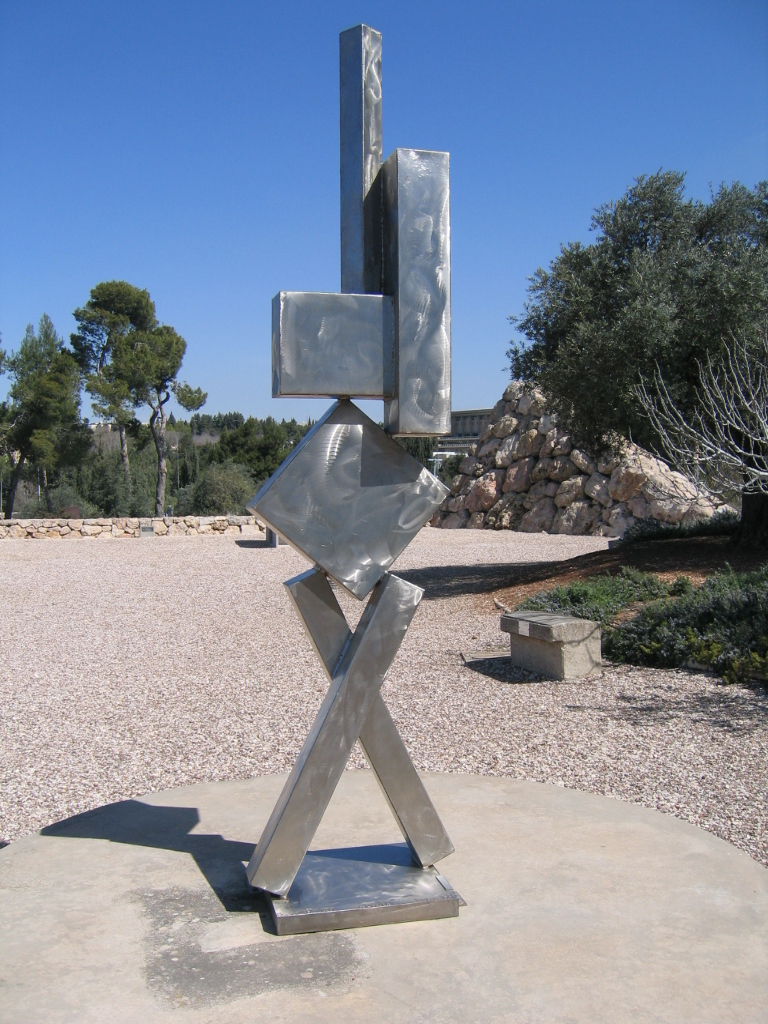
Una escultura del treball Cubi al museu de Jerusalem.